# Cal Rayborn
Calvin „Cal“ Rayborn II (* 20. Februar 1940 in San Diego, Kalifornien; † 29. Dezember 1973 in Pukekohe, Neuseeland) war ein US-amerikanischer Motorradrennfahrer, der in seinen sieben Profi-Jahren als bester US-Fahrer auf Rundstrecken galt und in Europa die Ansicht hinfällig werden ließ, amerikanische Fahrer seien nur im Bahnsport echte Konkurrenten. Er hielt von 1970 an den Geschwindigkeitsrekord für Motorräder mit 427,25 km/h.

## Leben
Cal Rayborn wuchs in San Diego auf und fing im Alter von acht Jahren an, Motorrad zu fahren. Als Auslieferungsfahrer mit dem Motorrad verdiente er sein erstes Geld. In den späten 1950ern lernte er bei einem „drag race“ Don Vesco kennen, er wurde sein Freund und „Tuner“ von Motorrädern, mit denen beide in den frühen 1960ern bei Club-Straßenrennen antraten.
Eine Rückenverletzung bremste zunächst seine Karriere, erst 1965 reichte es zu zwei Podestplätzen bei der AMA-Meisterschaft, in Carlsbad, Kalifornien gelang 1966 der Sieg bei einem „AMA national“-Rennen. Harley-Davidson-Rennleiter Dick O’Brien wurde auf ihn aufmerksam und gelangte zur Ansicht, Cal Rayborn sei neben dem Briten Mike Hailwood der beste von ihm beobachtete Straßenrennfahrer – er schien ein spezielles Gefühl dafür zu haben, seine Maschine schneller als andere durch enge Kurven zu bringen. Dies war nicht einfach mit den von ihm ausschließlich gefahrenen Harley-Davidson-Maschinen, die schwer waren und relativ kleine Bremsen hatten. 1968 und 1969 hatte er als Werksfahrer seine besten Jahre, zweimal gewann er in Folge das „Daytona-200“-Rennen, zuletzt als verbleibender Viertaktfahrer in einem Feld von überlegen erscheinenden Zweitaktern japanischer Hersteller. Die AMA-Meisterschaft, zu der neben Straßenrennen auch Bahnrennen gehörten, schloss er in beiden Jahren auf dem dritten Platz ab, eine Unbeständigkeit auf „dirt tracks“ verhinderte ein besseres Ergebnis.
Die Überlegenheit japanischer Zweitakter war 1970 erdrückend, dennoch gelang Rayborn auf den Bonneville Salt Flats am 16. Oktober 1970 mit dem Harley-Davidson Streamliner eine 427,25-km/h-Rekordfahrt, was nach einigen Unfällen bei hoher Geschwindigkeit viel Mut erforderte. Eine hervorragende Leistung machte ihn schließlich in Europa bekannt. Es war im Frühling 1972 bei sechs Veranstaltungen der „Match Races“ in England, die ihn dreimal mit seiner vom Harley-Davidson-Mitarbeiter Walt Faulk geliehenen alten 750er XR-Maschine mit Eisen-Zylindern als erster die Ziellinie überqueren ließen. Rayborn hatte elf „AMA national“-Rennen gewonnen, den letzten Sieg für Harley-Davidson schaffte er am 23. Juli 1972 in Laguna Seca in Kalifornien. Als von der Konkurrenzfähigkeit der Harley-Davidson-Maschinen nicht mehr viel übrig war, wechselte Rayborn 1973 zu Suzuki.
Cal Rayborn verunglückte im Dezember 1973 bei einem Club-Rennen auf dem Pukekohe Park Raceway in Neuseeland mit einer Suzuki TR 500 tödlich. Er wurde im Greenwood Memorial Park in San Diego beigesetzt.

## Ehrungen
- Aufnahme in die Motorcycle Hall of Fame